# Venoge
La Venoge [və.nɔʒ] est une rivière du canton de Vaud, en Suisse, et un affluent du Rhône qui a son embouchure au nord du lac Léman.

## Étymologie
La Venoge s'appelait Venobia en 814, Venubia en 937, Vinogia au XIIe siècle, Venopia en 1313 et Venogy en 1316. Son nom est probablement d'origine celtique.

## Géographie
La Venoge prend sa source sur le territoire de la commune de L'Isle à l'ouest du village à une altitude de 762 m. De là elle s'écoule jusqu'au lac Léman en sillonnant le canton de Vaud. Son premier affluent est la Chergeaule qui la rejoint dans le village de l'Isle. De là, elle continue sur la commune de Cuarnens puis elle est rejointe par la Morvaz à la triple frontière entre les communes de Cuarnens, Moiry et Chevilly. Elle marque d'ailleurs la limite entre ces deux dernières communes avant que Ferreyres ne vienne remplacer Moiry. Depuis cette même commune arrive la Voualève qui la rejoint avant que le Veyron ne la rejoigne au point de triple limite entre les communes de Ferreyres, Chevilly et La Sarraz qui se nomme la Tine de Conflens. Près de la filature de La Sarraz, la Venoge reçoit en rive gauche les eaux du canal de l'Augine, dérivation partielle du Nozon. De là, la rivière suit un vallon escarpé, ce qui fit dire au poète Jean Villard-Gilles qu'elle offre « à ses badauds des visions de Colorado ». Après avoir franchi la station d'épuration de la Sarraz, la rivière se partage en deux. Au nord, elle suit son ancien tracé naturel qui coule dans le village d'Éclépens avant de rejoindre le conduit canalisé qu'elle prend sur son tracé sud. Elle entre alors sur la commune de Lussery-Villars où le Criau la rejoint par un canal souterrain puis la Molomba la rejoint à l'air libre. Au sud de Lussery-Villars, la rivière passe dans les marais des Bois de Vaux avant de faire office de limite entre les communes de Cossonay et Penthalaz. Elle se divise alors à nouveau en deux. La partie ouest suit l'ancien tracé sur la commune de Gollion et le nouveau tracé, au débit plus important coule sur la commune de Penthaz. La rivière joue ici, aussi le rôle de frontière entre le district du Gros-de-Vaud et celui de Morges. La rivière se reforme en une seule branche puis fait la limite entre les communes de Gollion et Vufflens-la-Ville. Commune sur laquelle elle est rejoint par la Senoge à proximité de la ligne de chemin de fer du Pied-du-Jura. Au bas de la commune, la rivière est rejointe par le Vaube puis à la limite entre les communes d'Aclens et de Bussigny, c'est l'Arena qui afflue dans la Venoge. Depuis ce lieu, la rivière ne se situe plus que sur des limites communales. Elle marque tout d'abord la limite entre les communes de Bremblens et Bussigny, puis Échandens et Bussigny puis Écublens où elle passe sous la ligne Lausanne – Genève et l'autoroute A1. La limite d'avec Écublens s'établit ensuite avec Denges et finalement entre Préverenges et Saint-Sulpice où se situe son embouchure dans le Léman.
Le bassin versant de la Venoge est de 231 km2.

### Hydrologie
À Écublens, au lieu-dit Les Bois sous l'entrée de la gare de Lausanne-Triage, le débit moyen de la Venoge est de 4,16 m3/s pour la période 1979-2013. En 2013, le débit annuel moyen est de 5,22 m3/s, le débit de pointe le plus élevé est atteint le 26 décembre avec plus de 50,0 m3/s, et ce même jour, un débit moyen de 37,9 m3/s. Le débit minimum moyen journalier lui est atteint le 31 août avec 0,81 m3/s.

## Protection de la Venoge
Le 14 novembre 1988, le WWF du canton de Vaud lance une initiative populaire intitulée "Sauver la Venoge" et visant à protéger la rivière, sur le modèle d'une initiative similaire lancée dans les années 1970 par Franz Weber pour protéger Lavaux et acceptée en 1977. Il est soutenu par d'autres organisations écologistes et par les partis politiques de gauche,. Le comité d'initiative, présidé par Serge Ansermet, récolte 21'500 signatures et la dépose en janvier 1989 alors que seules 12'000 sont nécessaires pour que l'initiative soit soumise au vote populaire,.
Le Conseil d'État vaudois prépare alors un contre-projet, allant moins loin que ce que propose l'initiative, mais offrant davantage de protection que sans l'initiative. Ce contre-projet est refusé par le Grand Conseil, si bien que seule l'initiative est soumise au vote. Entretemps, un comité opposé à l'initiative et composé des partis politiques de droite et des milieux patronaux s'est également constitué sous la présidence du député Pierre Jolmini. L'initiative est acceptée par 57% des votants le 10 juin 1990. En septembre 1991, le comité d'initiative est dissous et cède la place à l'association Venoge vivante présidée par l'ancienne députée écologiste Marie-Louise Jost et chargée de surveiller la mise en œuvre de l'initiative.
En juillet 1994, le conseiller d'État Daniel Schmutz présente le Plan cantonal d'affectation qui vise à mettre en œuvre l'initiative populaire. Ce document couvre 240 kilomètres carrés et concerne 59 communes. Il prévoit notamment l'assainissement d'une cinquantaine de points d'entrées de liquides se déversant dans la rivière, la construction d'échelles à poissons, le reboisement des berges et une interdiction de construire sur un périmètre de trente mètres de chaque côté des rives,. Les coûts sont estimés à 22 millions de francs sur vingt ans. En 1995, le plan cantonal d'affectation est mis à l'enquête publique, suscitant notamment des oppositions de certaines communes telles que Cuarnens ou Penthalaz,. En décembre de cette année, le député radical Gilbert Oulevey dépose une motion au Grand Conseil pour geler les dépenses relatives liées à la mise en œuvre de ce plan d'affectation. Le Plan cantonal d'affectation entre finalement en vigueur en août 1997, permettant aux travaux de mise en œuvre de commencer.

## Faune
Dans la partie haute de la Venoge, jusqu'à la tine de Conflens, ce sont principalement des espèces de poissons vivant dans des eaux froides à forts courants. En 2012, l'inspection de la pêche du canton de Vaud relève la capture de 913 truites Fario, 60 truites arc-en-ciel et 2 ombres pour les salmonidés. Elle relève aussi la capture de 240 vairons et 2 perches. Dans la partie basse de la rivière, en aval de la tine de Conflens et jusqu'au Léman, d'autres espèces sont présentes dans les eaux plus calmes. Pour la même année, l'inspection de la pêche du canton de Vaud relève la capture de 759 truites Fario, 17 truites arc-en-ciel, 1 837 vairons, 2 perches, 21 chevaines, 3 barbeaux ainsi que 2 espèces non identifiées.
L'embouchure de la Venoge est, en Suisse, l'un des principaux sites d’escale des oiseaux limicoles migrateurs. On y a établi en 2002 une réserve naturelle, l'île aux oiseaux, située sur le territoire de Préverenges. Avec ses biotopes variés, elle sert durant toute l'année de refuge à une riche faune aviaire.    

## Culture
En Suisse romande, elle est notamment connue par le poème La Venoge, de Jean Villard (dit Gilles).